# Jonathan Hutter
Jonathan Hutter (* 1989 in Altstätten, Kanton St. Gallen) ist ein deutsch-schweizerischer Schauspieler.

## Leben
Jonathan Hutter wurde als Sohn eines Pastorenehepaars in der Schweiz geboren. Er hat drei Geschwister und wirkte bereits als Kind in den Weihnachtsstücken mit, die in der Kirchengemeinde seiner Eltern aufgeführt wurden. Als er 7 Jahre alt war, zog die Familie von der Schweiz nach Deutschland um. Er wuchs in Naumburg an der Saale auf und besuchte die Latina August Hermann Francke, eine Europa-Schule mit Landesgymnasium in Halle, wo er ab seinem 9. Lebensjahr Trompete im Hauptfach, aber auch Klavier und Gitarre erlernte. Mit dem Jugendjazzorchester Sachsen-Anhalt gewann er später mehrfach Auszeichnungen bei den Wettbewerben „Jugend musiziert“ und „Jugend jazzt“. Nach dem Abitur ging Hutter für ein Freiwilliges Soziales Jahr nach Karlsruhe, wo er zusammen mit Kindern an einem Musikprojekt arbeitete.
Sein Schauspielstudium absolvierte er von 2009 bis 2013 an der Staatlichen Hochschule für Musik und Darstellende Kunst in Stuttgart. Während seines Studiums erhielt er ein Stipendium der Schweizer Armin Ziegler-Stiftung. In der Spielzeit 2012/13 war er studienbegleitend am Stadttheater Freiburg engagiert.
Nach seinem Studienabschluss war er ab der Spielzeit 2013/14 bis zum Ende der Spielzeit 2016/17 festes Ensemblemitglied am Theater Krefeld und Mönchengladbach. Dort spielte er u. a. den Französisch sprechenden König von Frankreich und den Haushofmeister Oswald in König Lear, Clitandre in der Molière-Komödie Der Menschenfeind, Alfred Klapproth im Schwank Pension Schöller, den Romeo und den Inspektor Rooney in einer Bühnenfassung von Arsen und Spitzenhäubchen. Für seine Darstellung des „intellektuellen Bürschchens“ Tom Edison in einer Bühnenfassung von Dogville (nach dem Film von Lars von Trier) erhielt er 2015 neben Lorenz Baumgarten (Landestheater Schleswig-Holstein), Marc Benjamin (Münchner Kammerspiele) und David Berger (Theater Basel) den Armin Ziegler-Preis für Schweizer Nachwuchsschauspieler im deutschsprachigen Raum.
Seit der Spielzeit 2017/18 gehört Hutter zum Ensemble des Münchner Volkstheaters, wo er u. a. mit Nicolas Charaux, Pınar Karabulut, Felix Hafner, Mirja Biel, Christian Stückl und Philipp Arnold zusammenarbeitete. Zu seinen Rollen am Münchner Volkstheater gehörten u. a. Pater Lorenzo in Romeo und Julia (2017–2019), Corvino in Volpone (2017–2019) und Liputin in Die Dämonen (2018–2019).
In der Spielzeit 2017/18 gehörte Hutter u. a. neben Margot Gödrös und Oleg Tikhomirov zur Uraufführungsbesetzung von Charlotte Roos’ Lorca-Adaption In den Straßen keine Blumen (Regie: Pınar Karabulut). In der Spielzeit 2018/19 war er neben Jonathan Müller (Estragon), Silas Breiding (Wladimir) und Jakob Geßner (Pozzo) der Lucky in Becketts Warten auf Godot. In der Spielzeit 2019/20 übernahm er in Christian Stückls „flippiger und erfrischender“ Neuinszenierung des Shakespeare-Stücks Der Kaufmann von Venedig die Rolle des Bassanio, den er „als Beau, der auch mal die Wut rauslässt, wenn’s allzu kompliziert wird“, spielte.
In der 19. Staffel der TV-Serie Um Himmels Willen (2020) war Hutter in einer der Episodenhauptrollen als junger Bräutigam Philipp Mattner zu sehen. In der ZDF-Serie SOKO München (2020) hatte Hutter eine Episodenrolle als Barkeeper Jobst Neumann. In der 6. Staffel der TV-Serie In aller Freundschaft – Die jungen Ärzte (2020) übernahm Hutter eine der Episodenhauptrollen als Freund einer querschnittgelähmten schwangeren Patientin.
In der 12. Staffel der ZDF-Serie Die Chefin übernahm Hutter ab Anfang November 2021 die Rolle des vom KDD kommenden und vermeintlich beeinflussbaren Nachwuchskommissars Korbinian Kirchner.
Hutter ist seit 2010 privat mit dem Schauspieler Samuel Koch befreundet; die beiden Darsteller hatten sich kennengelernt, als Koch zu einem Vorsprechen in Stuttgart war und eine Schlafgelegenheit suchte. Er lebt in München.

## Filmografie (Auswahl)
- 2020: Um Himmels Willen (Fernsehserie, Folge Hochzeitswahn)
- 2020: SOKO München (Fernsehserie, Folge Affenliebe)
- 2020: In aller Freundschaft – Die jungen Ärzte (Fernsehserie, Folge Beziehungen)
- seit 2021: Die Chefin (Fernsehserie)
- 2023: Hubert ohne Staller (Fernsehserie, Folge Lehrer sind auch nur Menschen)
- 2024: Laim und die Toten ohne Hosen (Fernsehreihe)
- 2024: Marie fängt Feuer: Hitzewelle (Fernsehreihe)
- 2025: Ein Sommer in Italien (Fernsehreihe)